# Mazda

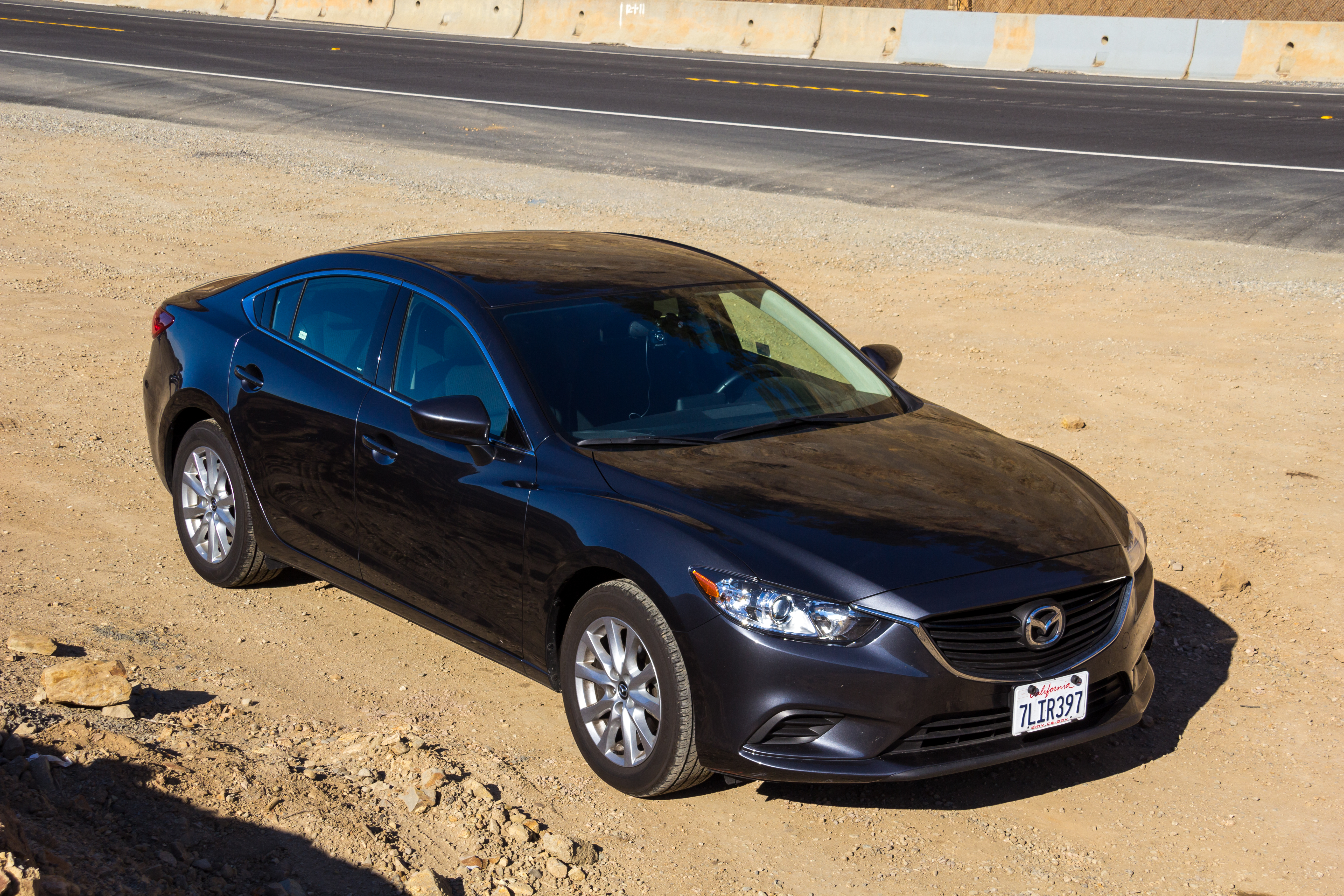
Mazda 6

Mazda Motor Corporation (яп. マツダ株式会社 мацуда кабусики-гайся), кратко: Mazda (рус. «Ма́зда») — японская автомобилестроительная компания, выпускающая автомобили «Мазда». Штаб-квартира расположена в посёлке Футю, уезд Аки, префектура Хиросима, Япония. Входит в кэйрэцу Sumitomo. В списке крупнейших публичных компаний мира Forbes Global 2000 за 2022 год Mazda Motor заняла 1093-е место.

## История
В 1920 году совместно с группой инвесторов обанкротившуюся строительную компанию Abemaki приобрёл сын простого рыбака, Дзюдзиро Мацуда (яп. 松田 重次郎 Мацуда Дзю:дзиро:, 1875—1952). Основной продукцией предприятия стали изделия из пробкового дерева, компанию назвали Toyo Cork Kogyo Ltd., и в 1921 году Мацуда стал её президентом. В середине 1920-х годов компания расширила ассортимент продукции механизированными инструментами, и слово «Cork» — «пробка» — удалили из названия в 1927 году.

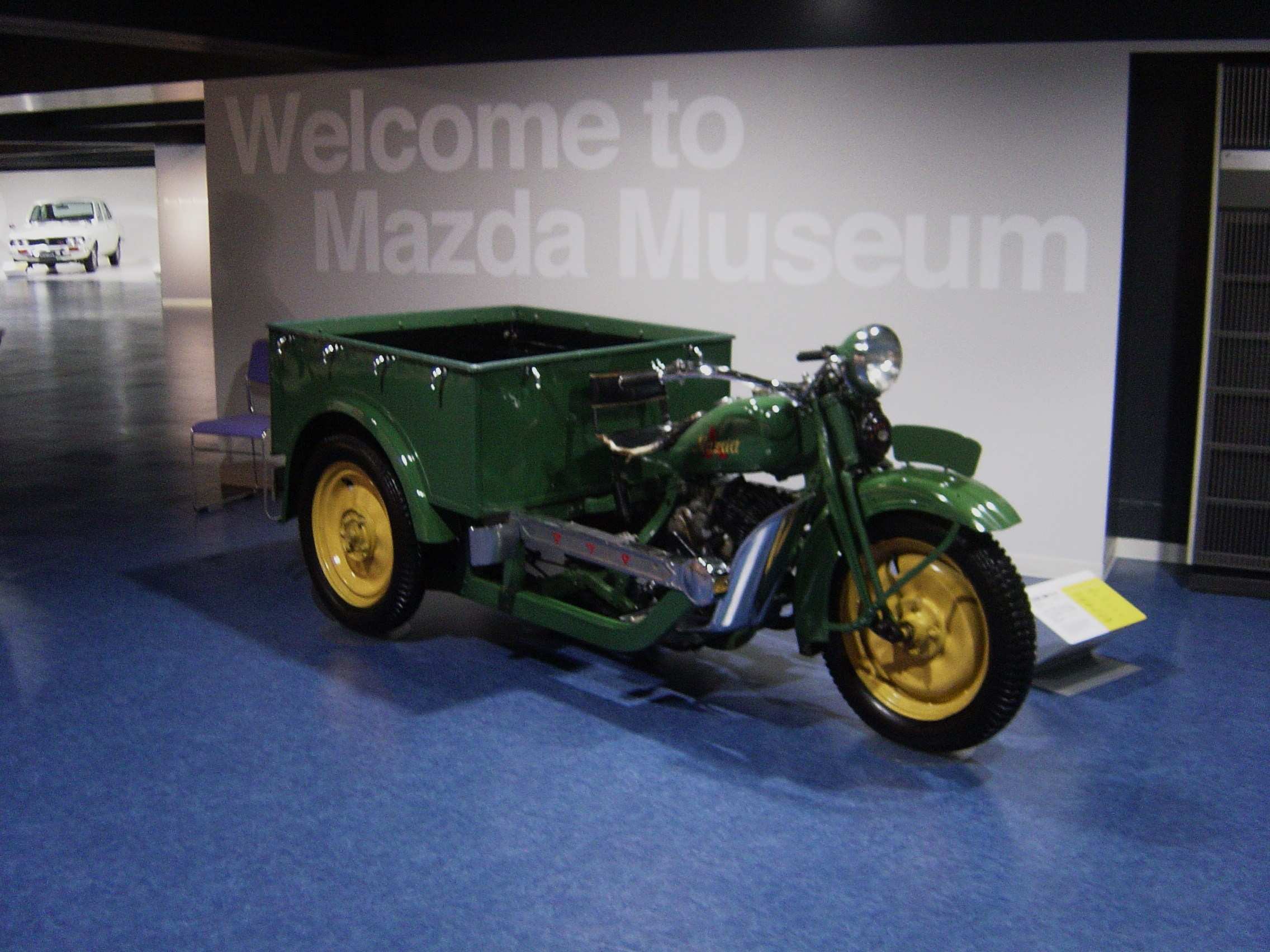
Трицикл Mazda, 1931

В 1931 году компания начала выпуск трициклов, получивших большую популярность. В 1932 году начался экспорт коммерческого трицикла в Китай. Аналогичные машины в годы Второй Мировой войны поставлялись в японскую армию. В 1930-х годах у компании установились отношения с дзайбацу Сумитомо, в частности с 1935 года она начала производить горнодобывающее оборудование для рудников Сумитомо. К концу Второй мировой войны Toyo Kogyo была крупнейшим работодателем префектуры Хиросима, около 400 её рабочих погибли во время ядерной бомбардировки города Хиросима, но завод, находившийся вдали, не пострадал, уже в декабре 1945 года компания возобновила работу. В 1948 году завод вернулся к выпуску трёхколёсных грузовиков, спустя год председателем правления совета директоров концерна стал сын основателя Тэнудзи Мацуда.

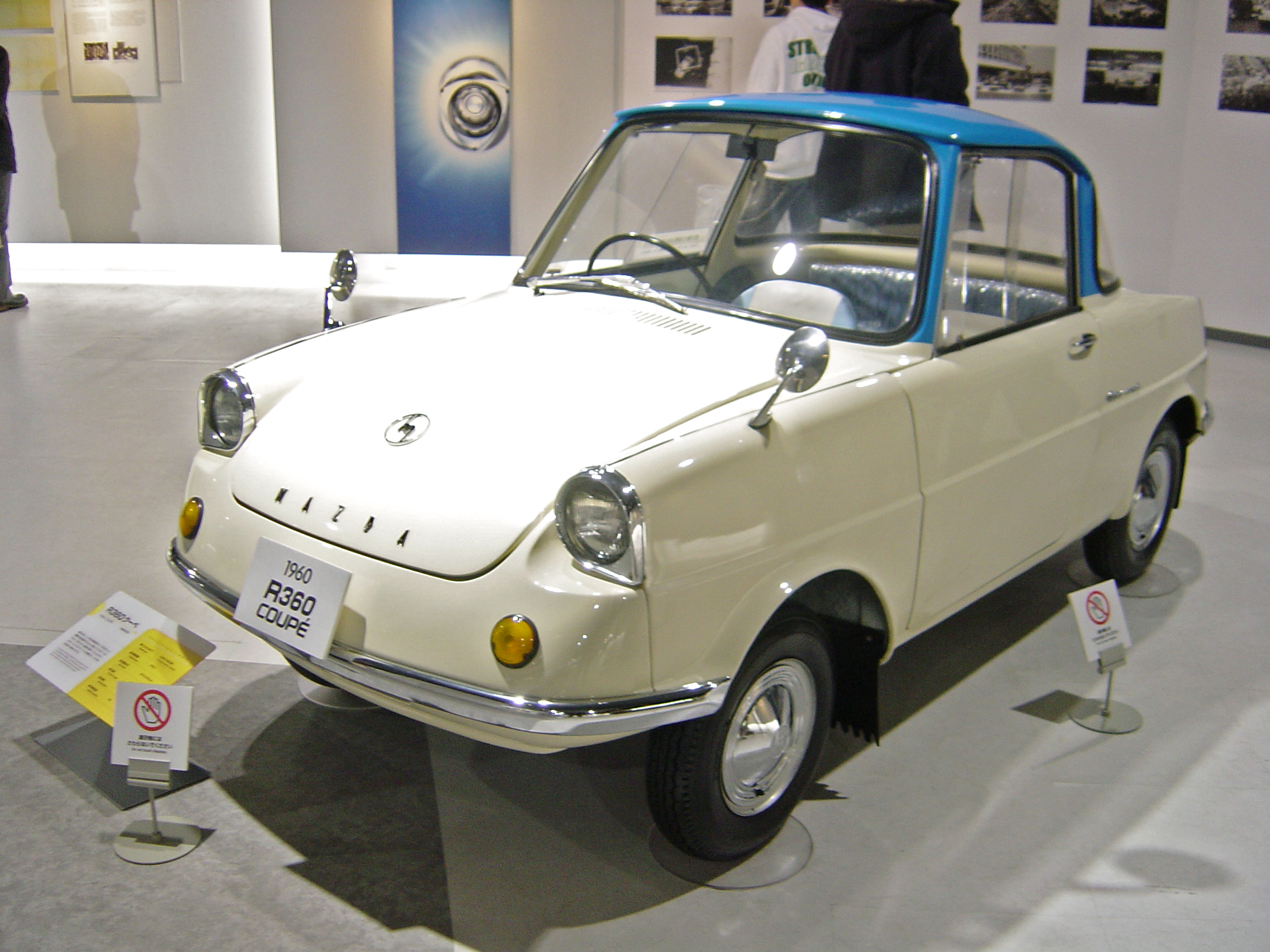
Mazda R360, 1960

В 1960 году появился первый автомобиль производителя — микролитражное заднемоторное четырёхместное купе Mazda R360; название Mazda — имя верховного зороастрийского бога Ахура Мазда, созвучное с фамилией основателя концерна. Спустя год появился пикап Proceed B-series 1500, а в 1962 — двух- и четырёхдверные седаны Carol 360 и Carol 600. Освоить выпуск последних моделей помогли деловые связи с немецкой NSU, обладавшей патентом на Роторно-поршневой двигатель (РПД), разработки Феликса Ванкеля. 1963 год отмечен появлением первого роторного двигателя Mazda. Экспорт автомобилей за рубеж был начат с продаж универсала Mazda Familia в Новую Зеландию, эта же машина в двух кузовных версиях дебютировала в 1967 году на европейском рынке. Тогда же в производство на новом заводе в Хиросиме пошёл первый серийный автомобиль компании с РПД, Mazda Cosmo Sport. К 1970 году Mazda выпустила уже 100 000 автомобилей с двигателями такого типа. В том же году начался экспорт автомобилей в США.

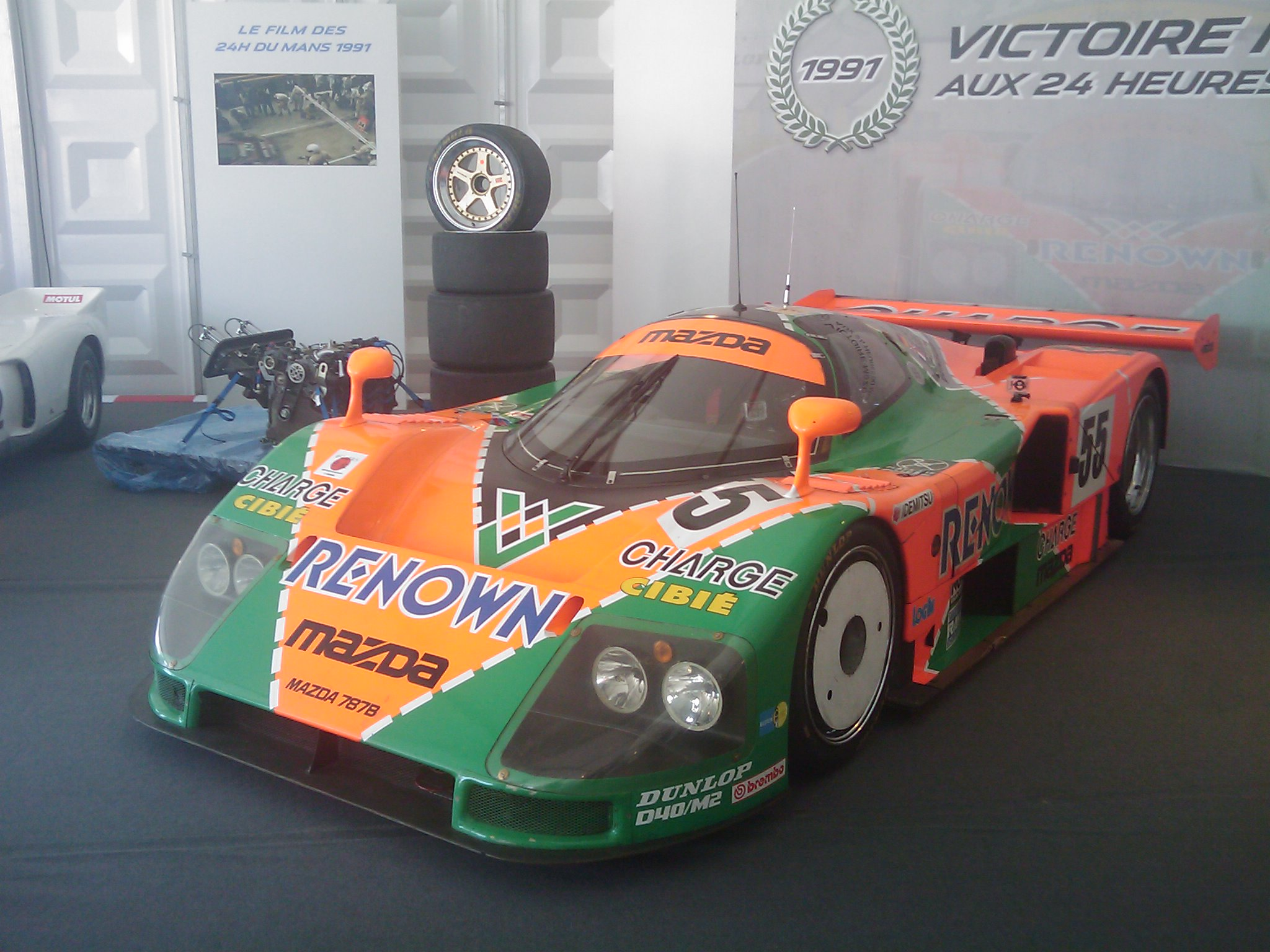
Mazda 787B, 1991, на котором была одержана первая победа японского автопроизводителя в гонке «24 часа Ле-Мана»

В 1972 году Ford попытался приобрести лицензию на роторно-поршневый двигатель, но получил отказ. Однако к середине 1970-х годов интерес к таким двигателям начал падать, а с ним и продажи компании. В 1979 году 25 % акций японского автопроизводителя были приобретены за 135 млн долларов концерном Ford Motor, также было создано совместное предприятие по производству «Фордов» в Японии. Первым масштабным совместным проектом концернов стало семейство Mazda Bongo 1983 модельного года. В 1984 году официальное название концерна было изменено на Mazda Motor Corporation. В 1987 году Mazda открыла завод в пригороде Детройта (США). В 1989 году было представлено первое поколение популярного по всему миру родстера Mazda MX-5, а в 1991 году единственный раз за всю историю в «24 часах Ле-Мана» победу одержал автомобиль с роторно-поршневым двигателем, Mazda 787B. В 1995 дебютировало первое поколение хетчбэка Mazda Demio, тогда же Ford увеличил свою долю акций японского концерна до 33,4 процентов и назначил своего президента, Генри Уоллеса, ставшего первым не-японцем, возглавившим японскую корпорацию.
По данным на 2007 год, сборочные предприятия концерна действовали в 21 стране, экспорт автомобилей осуществлялся в более чем 120 государств.
30 августа 2010 года в Милане был презентован концепт-кар Mazda Shinari, который стал предвестником иного дизайнерского направления, нового лица марки. Новый фирменный стиль получил название Kodo, что в вольном переводе означает «дух движения», который сменил Nagare, бывший профильным последние несколько лет.
В ноябре 2008 года Ford продал 20 % акций компании Mazda, через два года сократил долю до 3 %, а в 2015 году продал и её.
По заявлению компании, в 2019 году Mazda начнёт выпуск электрокаров. Первым электрокаром стал Mazda MX-30.

## Собственники и руководство
Держателями значительных пакетов акций на 2021 год являлись The Master Trust Bank of Japan (7,5 %), Toyota (5,1 %), Custody Bank of Japan (4,5 %).
- Киётака Сёбуда (Kiyotaka Shobuda) — председатель совета директоров с июня 2021 года, в компании с 1982 года.
- Акира Марумото (Akira Marumoto) — президент и главный исполнительный директор с июня 2018 года, в компании с 1980 года[3].

## Деятельность
Два основных завода Mazda находятся в Японии (в городах Хиросима и Хофу), также имеются в Китае, Таиланде и Мексике, сборочные предприятия — в Малайзии и Вьетнаме. Объём продаж компании в 2021/22 финансовом году составил 1,251 млн автомобилей, из них в Японии — 149 тыс., в Северной Америке — 439 тыс. (США — 332 тыс.), Европе — 190 тыс., Китае — 170 тыс., Австралии — 103 тыс., странах ASEAN — 303 тыс..
Выручка за 2021/22 финансовый год составила 3,12 трлн иен, из них 39 % пришлось на Северную Америку, 26 % — на Японию, 17 % — на Европу, 18 % — на другие регионы.
|                     | 2011   | 2012   | 2013  | 2014  | 2015  | 2016  | 2017  | 2018  | 2019  | 2020  | 2021   | 2022  |
| ------------------- | ------ | ------ | ----- | ----- | ----- | ----- | ----- | ----- | ----- | ----- | ------ | ----- |
| Оборот              | 2326   | 2033   | 2205  | 2692  | 3034  | 3407  | 3214  | 3474  | 3564  | 3430  | 2882   | 3120  |
| Чистая прибыль      | -60,04 | -107,7 | 34,30 | 135,7 | 158,8 | 134,4 | 93,78 | 112,1 | 63,16 | 12,13 | -31,65 | 81,56 |
| Активы              | 1772   | 1916   | 1979  | 2246  | 2473  | 2548  | 2525  | 2724  | 2878  | 2788  | 2917   | 2968  |
| Собственный капитал | 430,5  | 474,4  | 513,2 | 676,8 | 891,3 | 976,7 | 1064  | 1219  | 1233  | 1206  | 1196   | 1302  |

Примечание. Значения указаны на 31 марта каждого года, когда в Японии заканчивается финансовый год.

### Mazda в России
Продажи автомобилей Mazda в России начались в 1992 году, однако из-за экономического кризиса компания уходила с российского рынка с осени 1998 по ноябрь 2001.
Автосборка
21 июня 2011 года Mazda подписала с Минэкономразвития России соглашение о промышленной сборке автомобилей, предусматривающее создание автосборочного производства в Приморском крае.
В апреле 2012 года Mazda и российский автопроизводитель Sollers подписали соглашение о создании совместного автосборочного предприятия во Владивостоке. Было создано совместное предприятие (СП), где партнёры получили равные доли. Уже в сентябре состоялась церемония открытия нового совместного предприятия ООО «Мазда Соллерс Мануфэкчуринг Рус». Серийное производство запущено в октябре 2012. На первом этапе СП будет выпускать две модели автомобилей: кроссовер Mazda CX-5 и новый седан Mazda 6. Производственная мощность предприятия составит 50 тыс. автомобилей в год, проектная мощность составляет 100 тыс. автомобилей. Собранные автомобили будут продаваться через дилерскую сеть Mazda по всей России.
В 2022 году, из-за вторжения России на Украину были прекращены поставки комплектующих для выпуска машин в России, с конца апреля Mazda прекратила участие в совместном предприятии, объяснив это отсутствием возможностей для ведения бизнеса в России, в ноябре 2022 года Mazda сообщила о прекращении деятельности в России. Компания передаст российской группе «Соллерс» свою долю в СП в заводе «Мазда Соллерс Мануфэкчуринг Рус» во Владивостоке. 
В мае 2025 года компания представила созданный специально для России бренд MZD, под которым будут продавать масла, запчасти и компоненты. Российское представительство компании заявило о старте разработки и производства на заводе в Калужской области масла MZD по формулам оригинальных масел Mazda Ultra и Supra X для современных двигателей SKYACTIV-G и SKYACTIV-X. 
Сборка двигателей
В сентябре 2016 года «МСМР» и Минпромторг РФ подписали специальный инвестиционный контракт на строительство завода двигателей Mazda во Владивостоке. Объём инвестиций составил 2 млрд руб. По документу в обязанности СП входило освоение выпуска обновленных версий автомобилей Mazda 6, Mazda CX-5, Mazda CX-9 и создание не менее 600 рабочих мест.
В 2017 году компания «МСМР» получила статус резидента ТОР «Надеждинская». После того, осенью 2017 года СП начало строительство завода по производству двигателей Mazda Skyactiv-G.
10 сентября 2018 года Sollers и Mazda открыли завод по производству двигателей во Владивостоке на территории СП. Завод двигателей специализируется на производстве бензиновых четырёхцилиндровых двигателей экологического стандарта Евро-5. Проектная мощность завода составляет 50 тыс. единиц в год. Общая площадь составляет 12,6 тыс. м2. На территории завода расположены цех по производству двигателей, цех механической обработки головки блока цилиндров, зона внутренней логистики и административно-бытовой корпус.

## Галерея

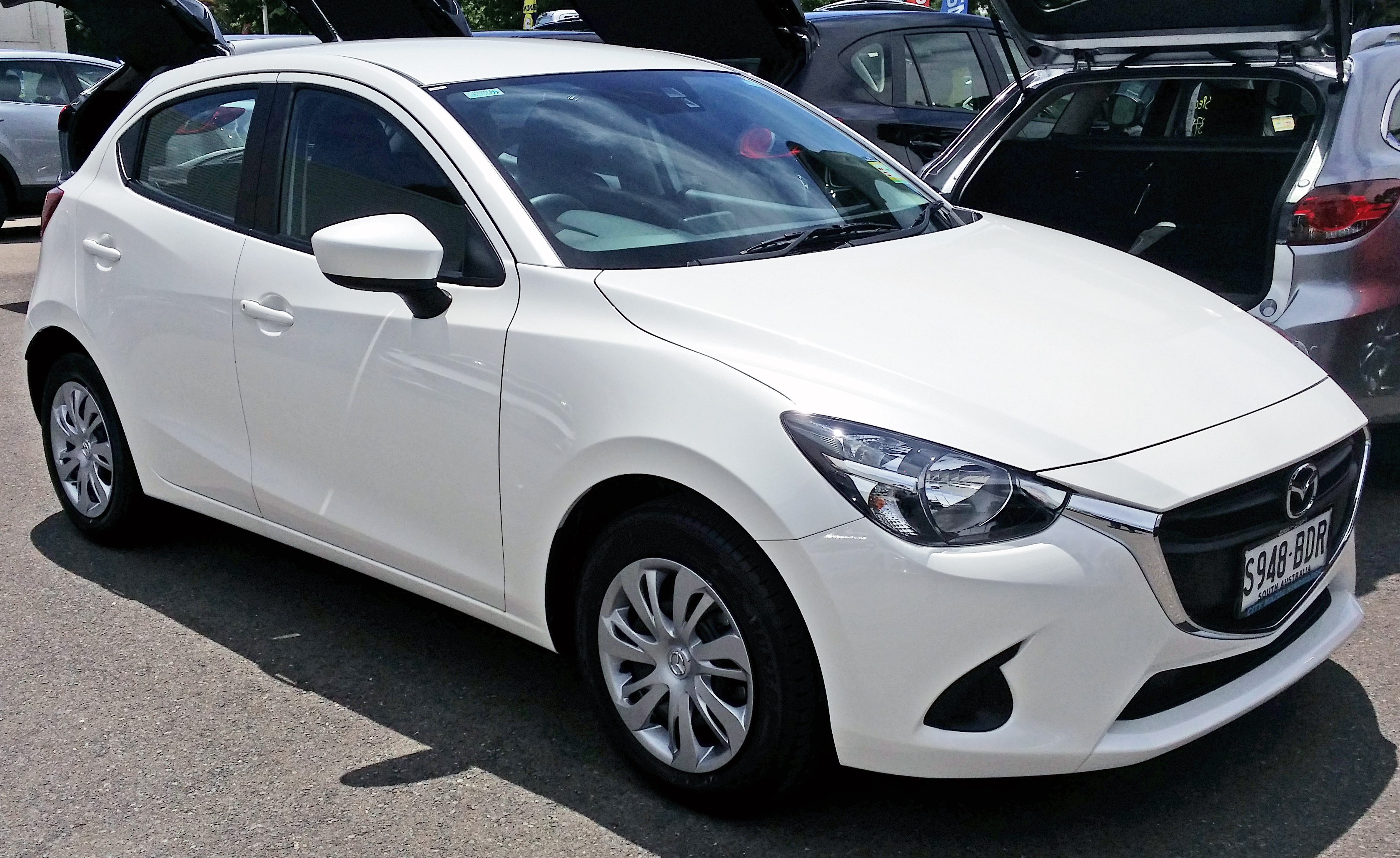
Mazda 2 — представитель субкомпактного класса автомобилей Mazda
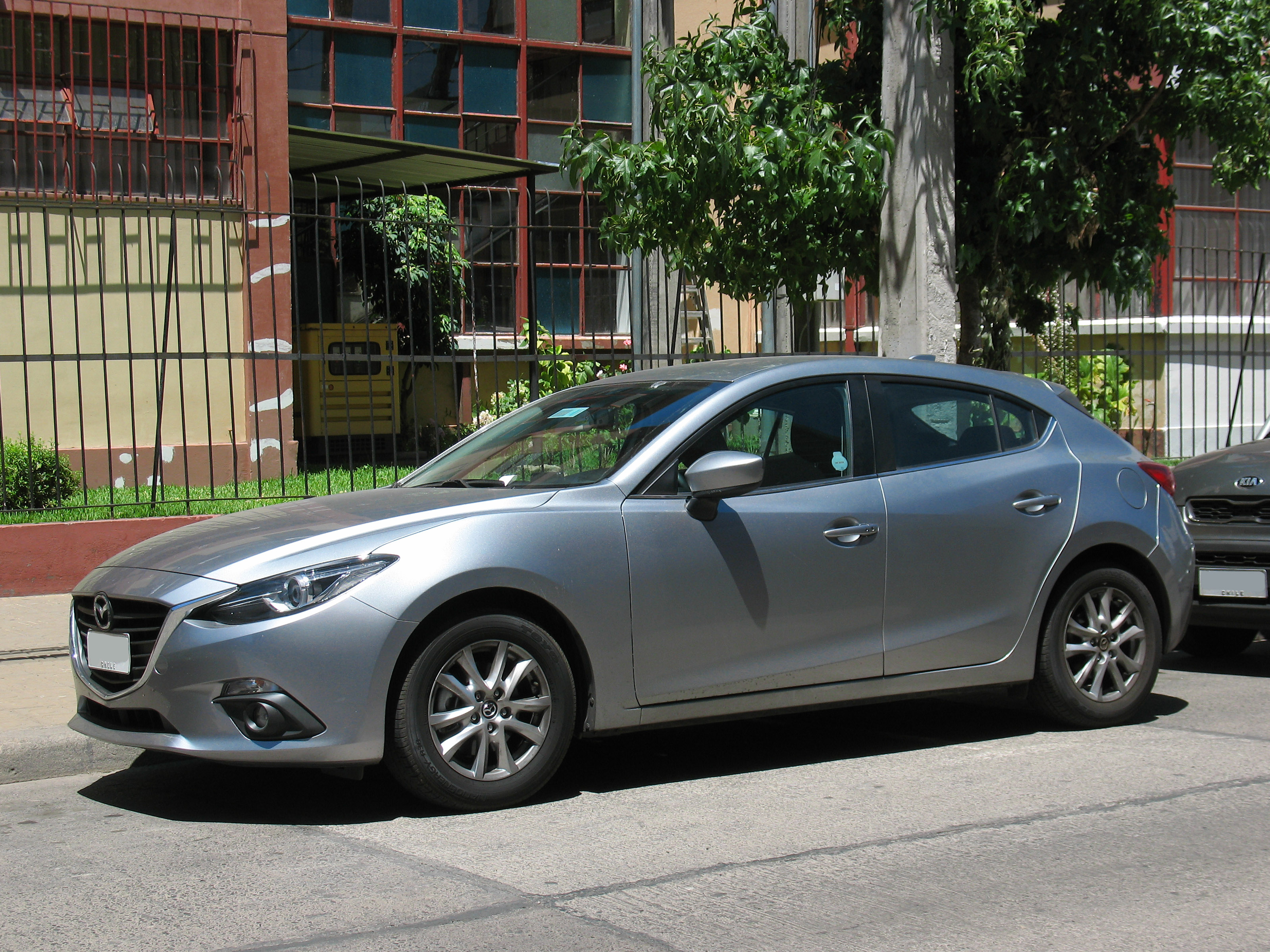
Mazda 3 — компактный класс
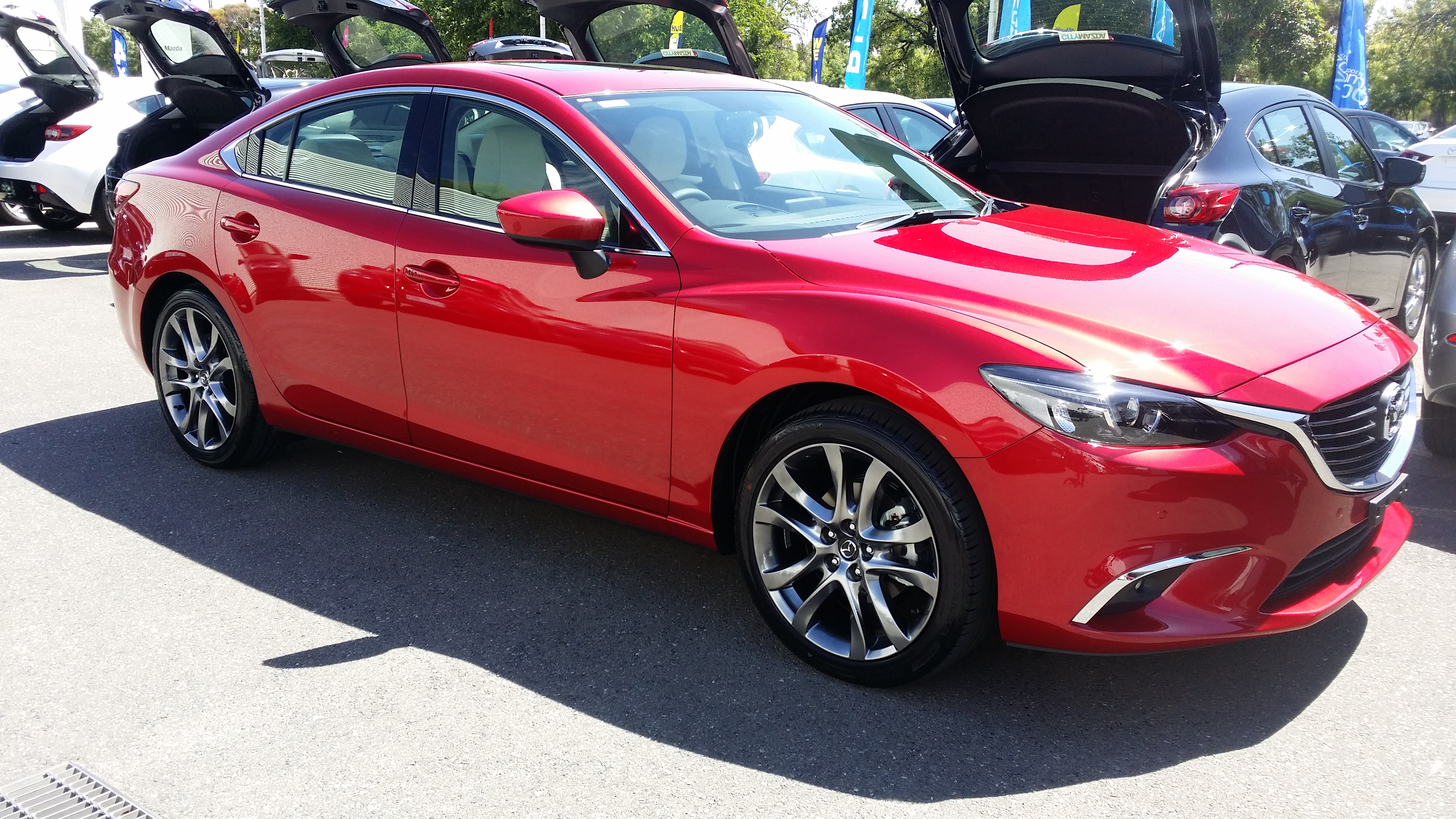
Mazda 6 — одна из наиболее популярных на российском рынке моделей Mazda
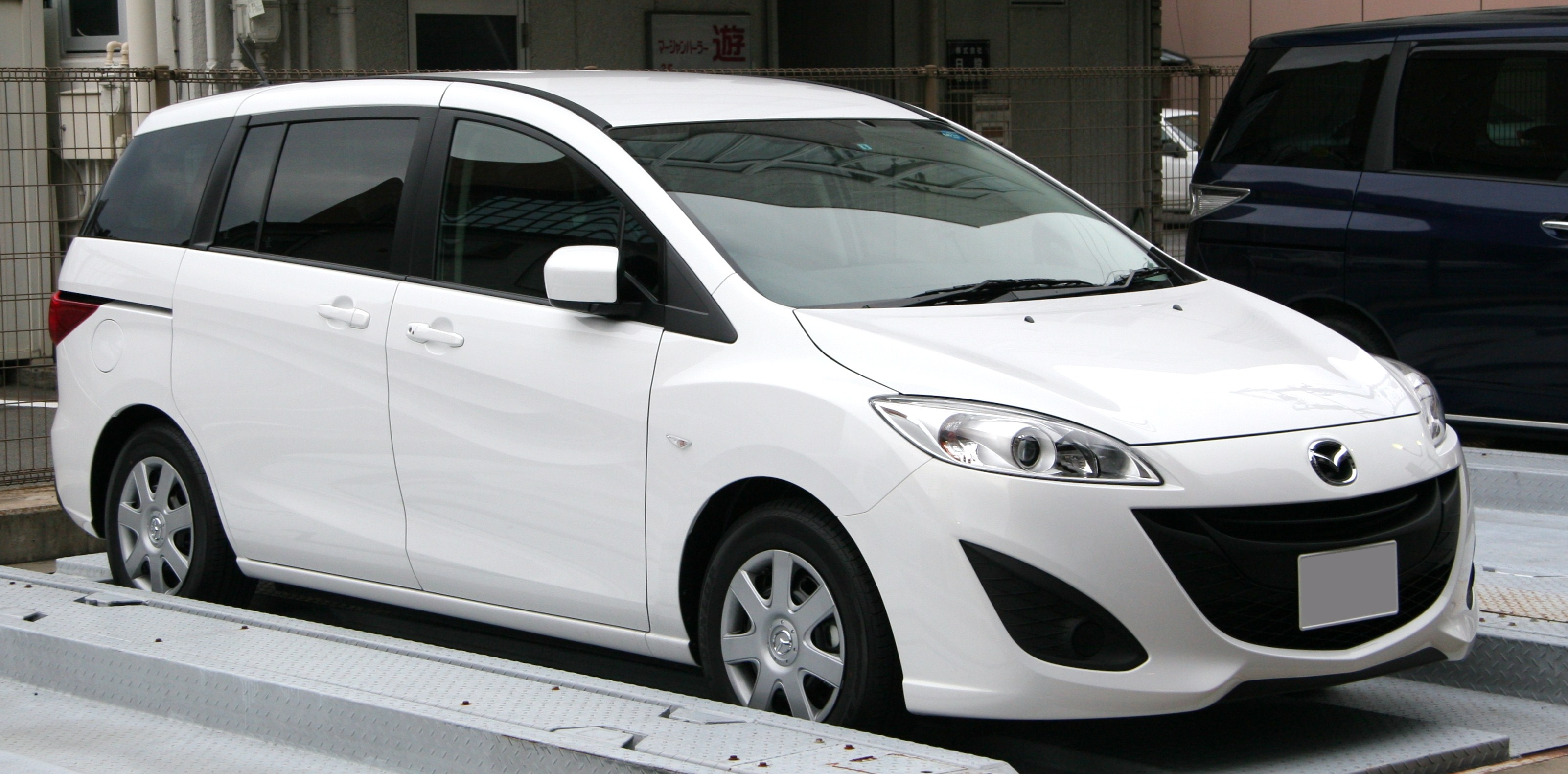
Mazda 5 — минивэн
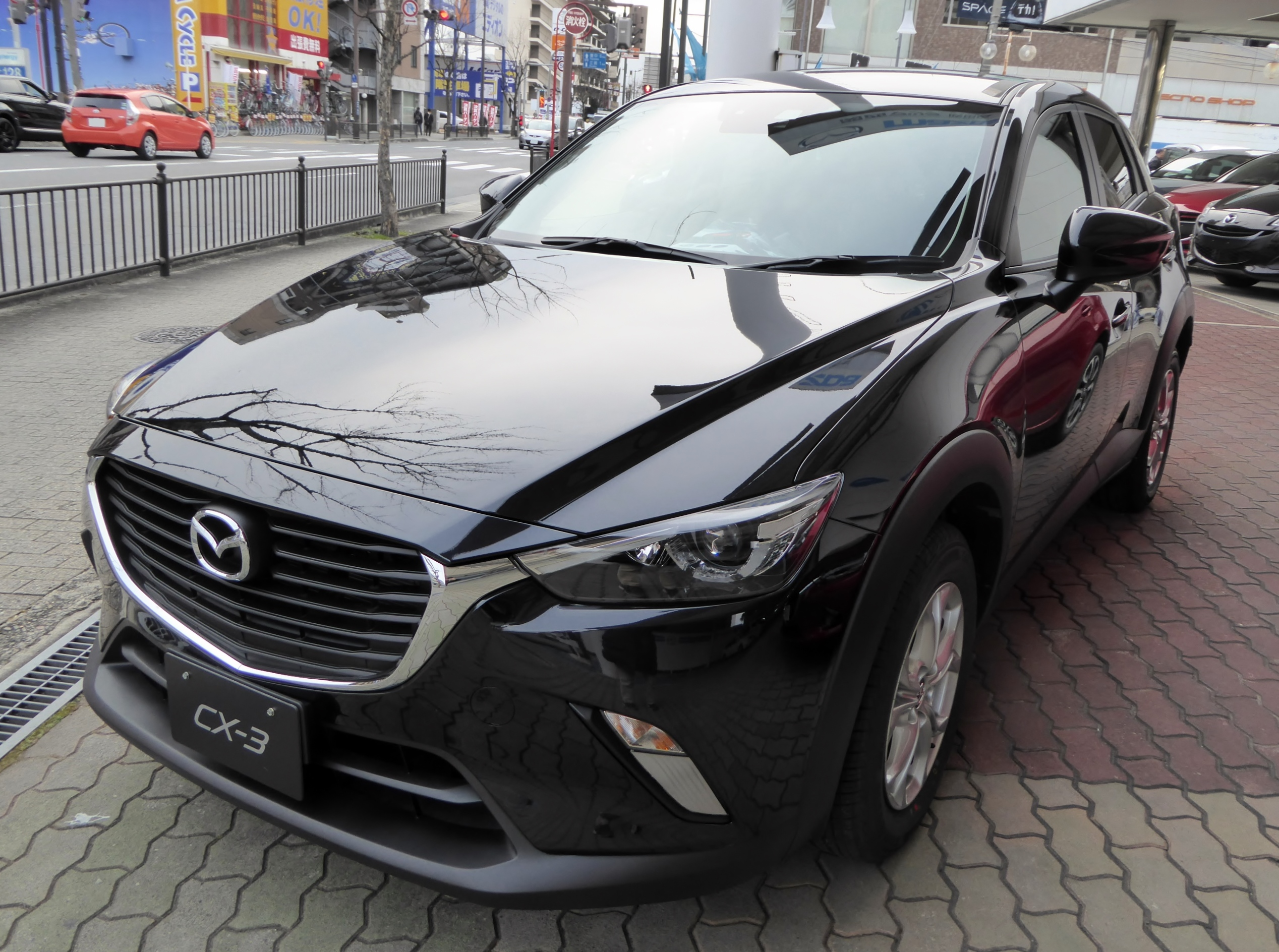
Mazda CX-3 — мини-кроссовер
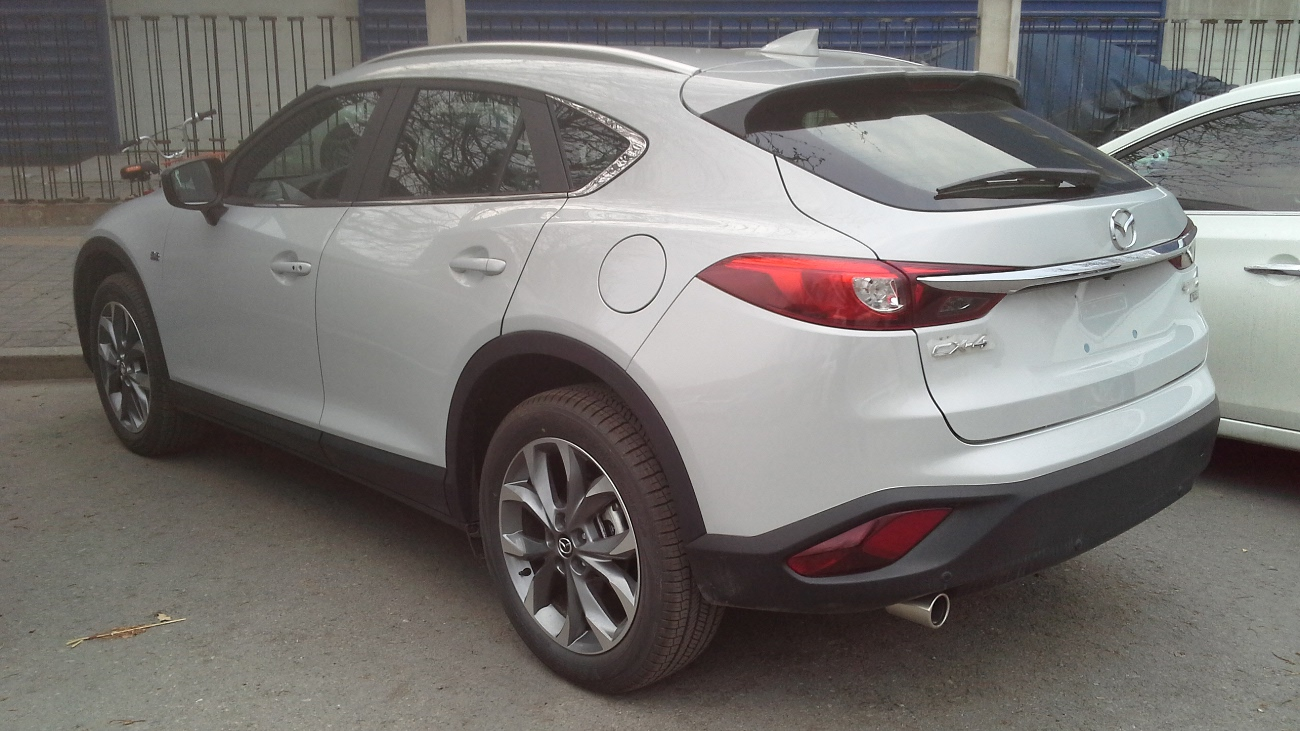
Mazda CX-4 — компактный кроссовер
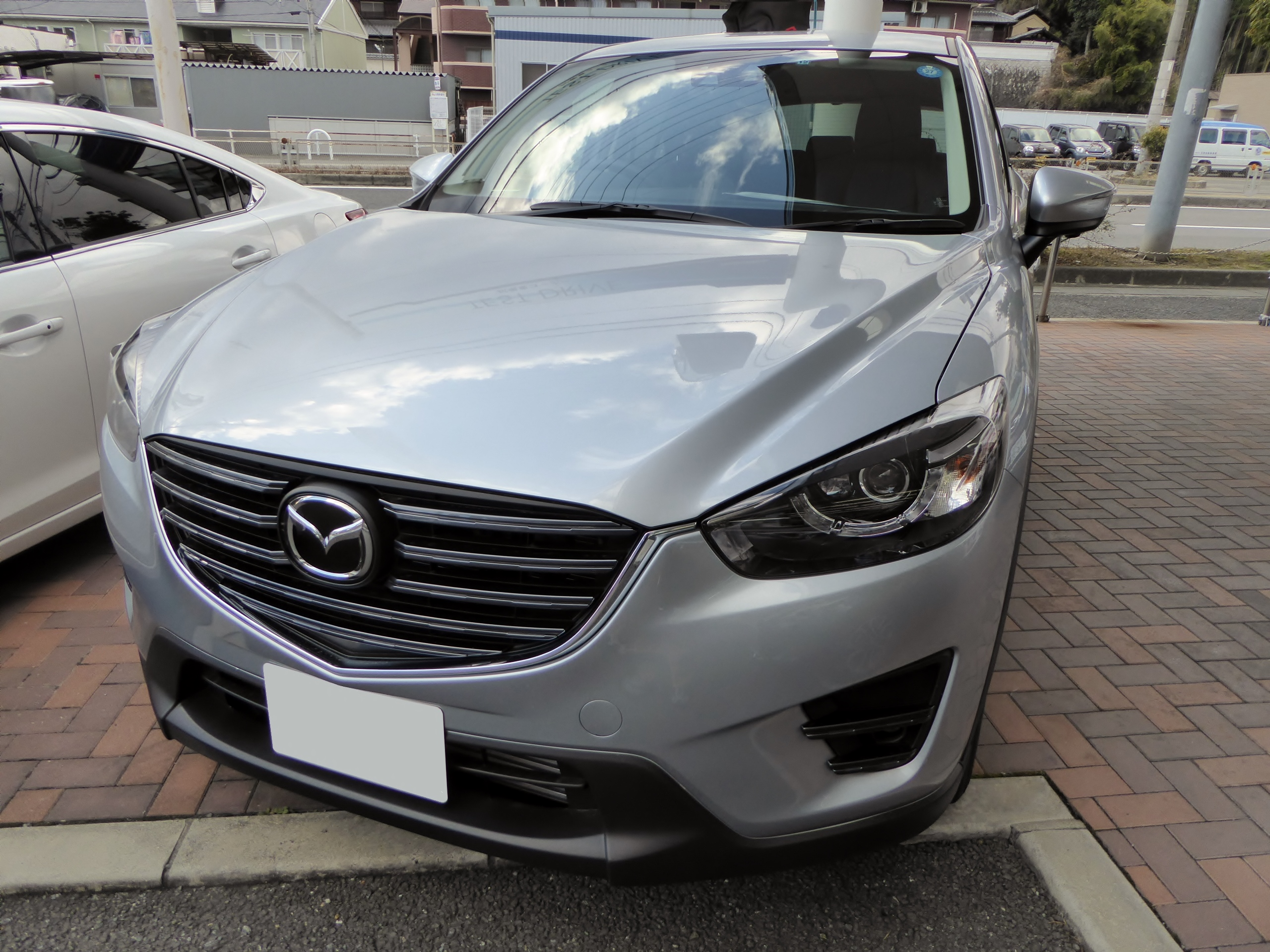
Mazda CX-5 — компактный кроссовер
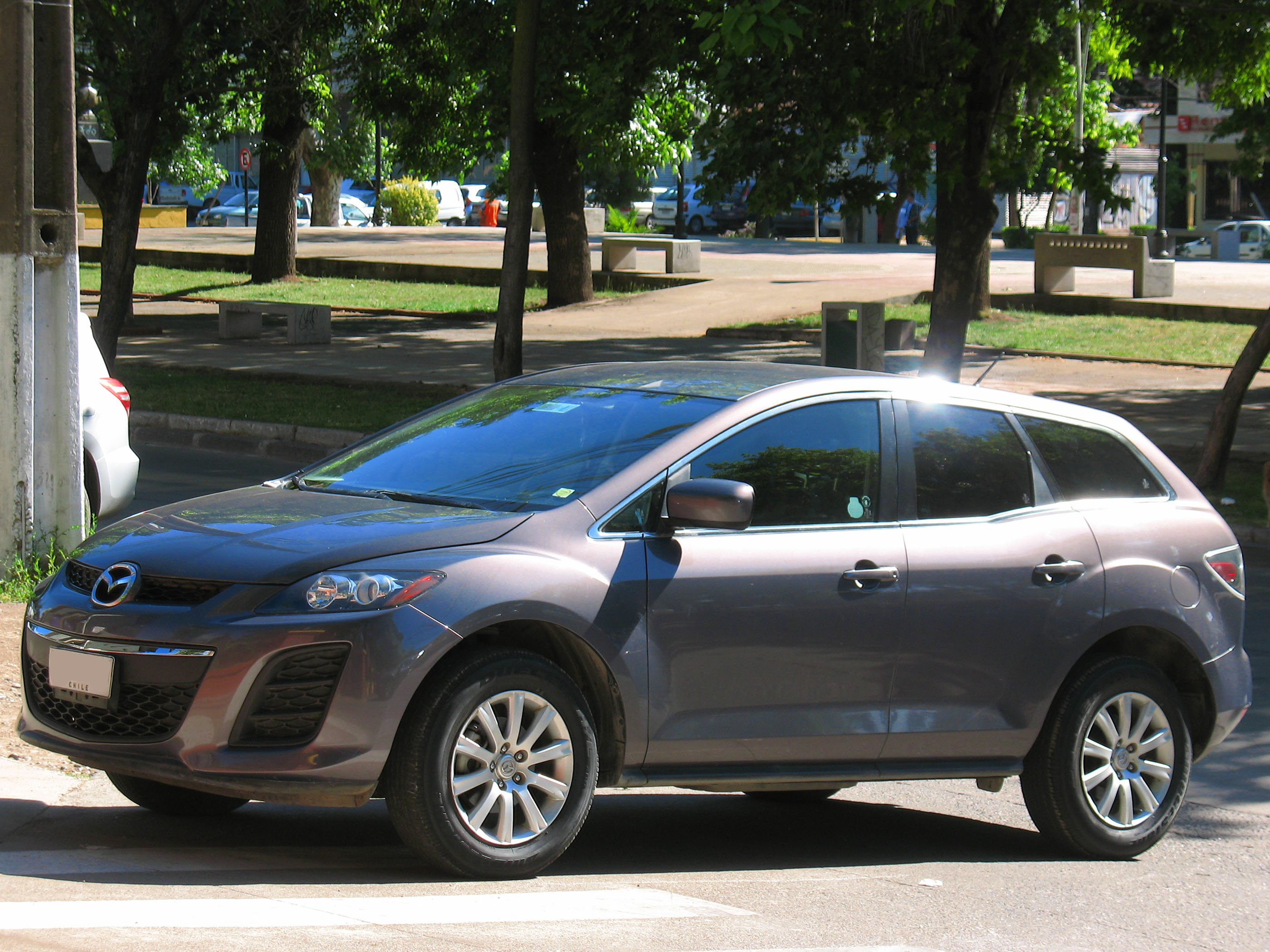
Mazda CX-7 — среднеразмерный кроссовер
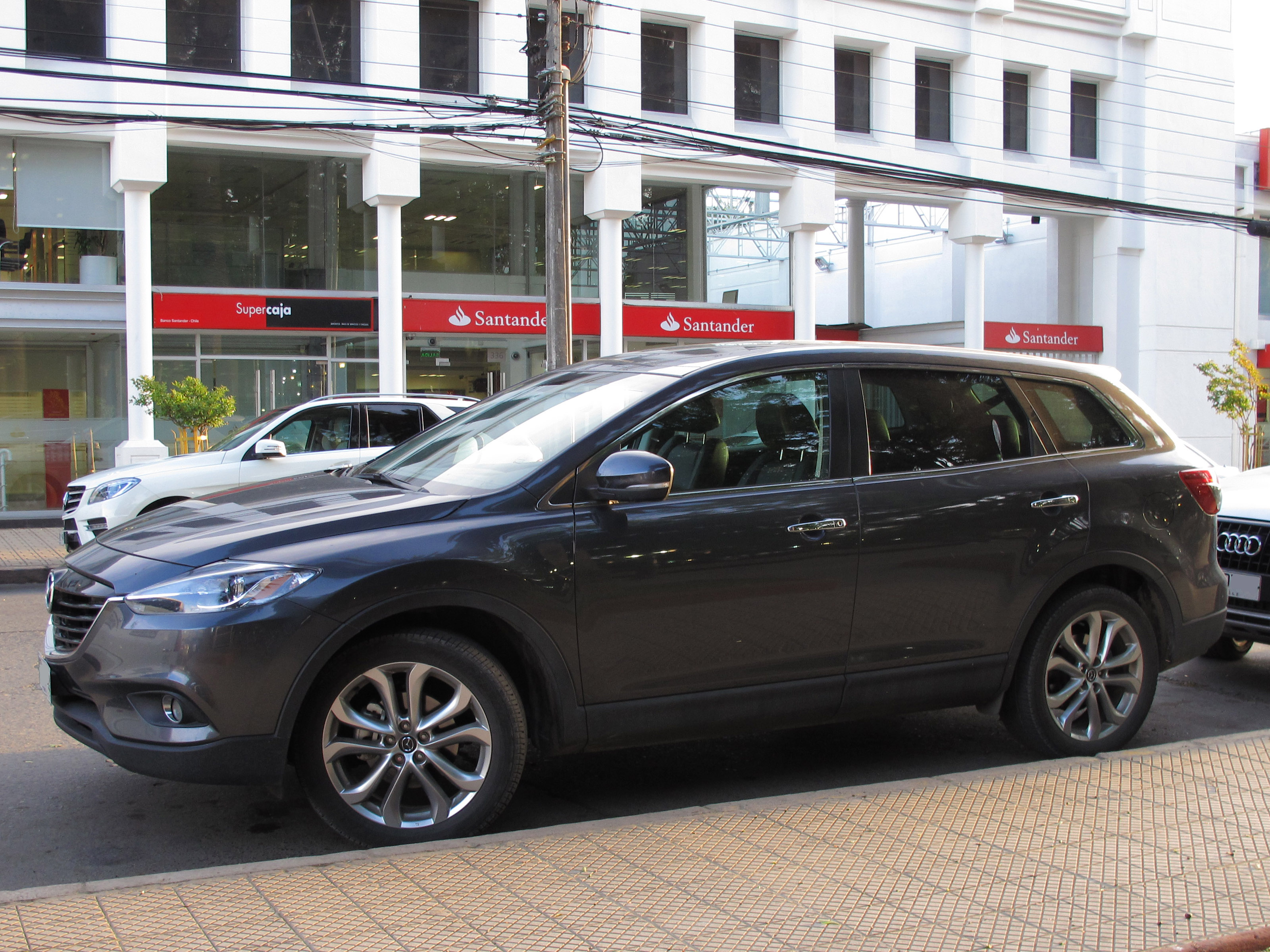
Mazda CX-9 — полноразмерный кроссовер Mazda